# Asociación de Fútbol de Groenlandia
La Asociación de Fútbol de Groenlandia (en groenlandés: Kalaallit Nunaanni el Isikkamik Arsaattartut Kattuffiat; en danés: Grønlands Boldspil-Union) (GBU) es el cuerpo gobernante del fútbol de la isla de Groenlandia (Dinamarca). La GBU se fundó en 1971. Representa a Groenlandia en las competiciones y al equipo del fútbol nacional.